# NGC 1063
NGC 1063 este o intermediate spiral galaxy⁠(d) situată în constelația Balena. A fost descoperită în 16 noiembrie 1881 de către Édouard Stephan⁠(d).